# Draadslachtoffer

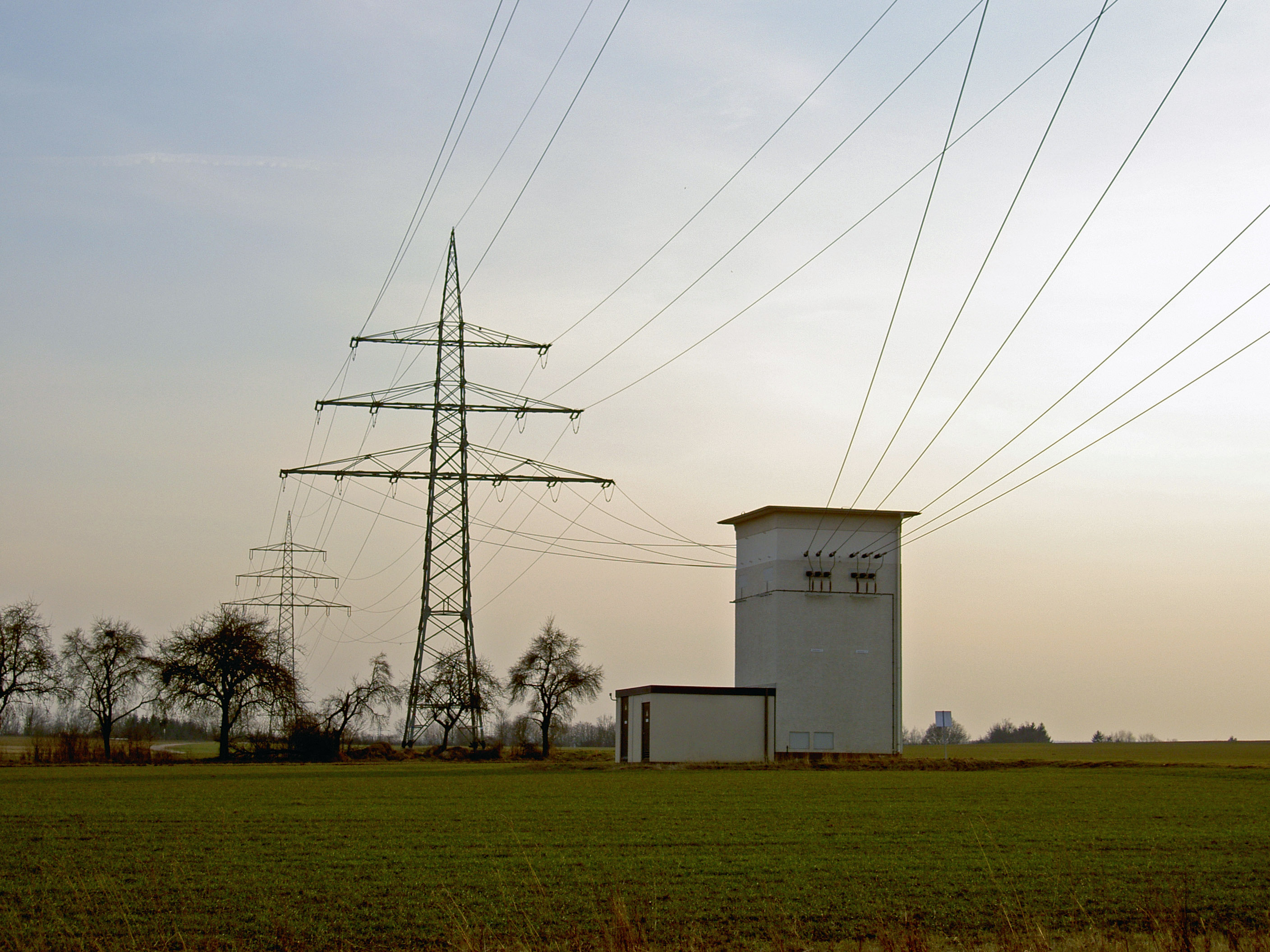
Een hoogspanningsleiding

Een draadslachtoffer is een vogel die om het leven is gekomen ten gevolge van een botsing met een bovengrondse hoogspanningsleiding.

## Oorzaak
De meest waarschijnlijke oorzaak waardoor vogels met hoogspanningsleidingen in aanvaring komen is het feit dat ze wanneer ze komen aanvliegen de positie van de draden niet goed kunnen bepalen. Voor het schatten van afstand tot een voorwerp is het noodzakelijk dat beide ogen verschillende beelden van dat object ontvangen. Een vrije horizontale draad in de lucht geeft die echter nauwelijks, waardoor vogels de afstand ertoe verkeerd schatten.

## Ontstaansfactoren
Er zijn meerdere factoren die het vallen van draadslachtoffers in de hand werken.

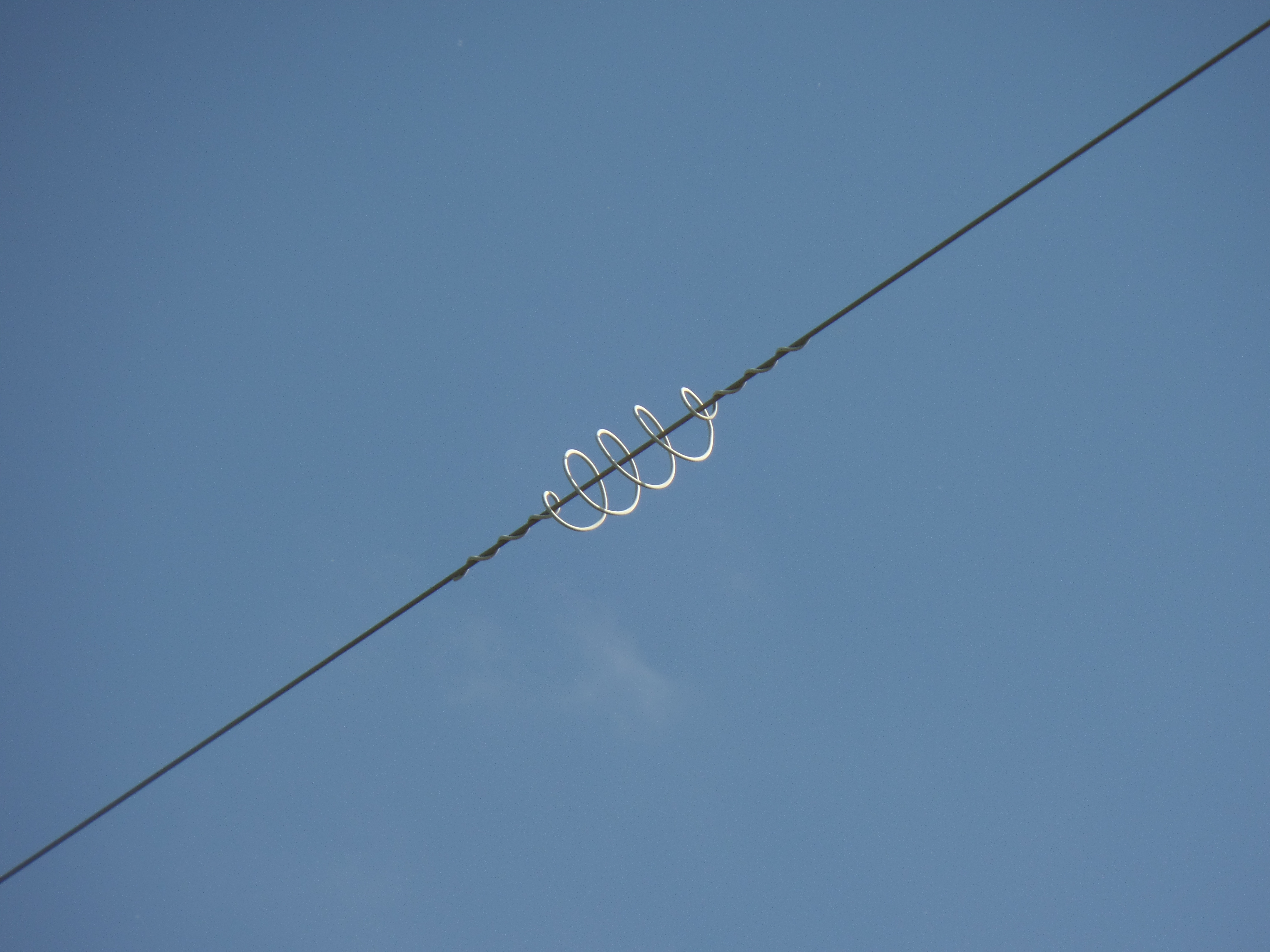
Een vogelweringsspiraal om de zichtbaarheid van een bliksemdraad te verhogen.

- Een vogelweringsspiraal om de zichtbaarheid van een bliksemdraad te verhogen.De vorm van een hoogspanningsleiding speelt een rol. Hoogspanningsleidingen (waarvan in Nederland in 2005 de totale lengte 3.237 km bedroeg) bestaan uit masten, waartussen stroomdraden zijn gespannen. Hierover wordt elektriciteit getransporteerd. Boven de stroomdraden liggen zogenaamde bliksemdraden, die bedoeld zijn als bliksemafleider en waarover geen spanning loopt. Met bliksemdraden blijken vogels meer moeite te hebben dan met stroomdraden. Het aantal bliksemdraden is dan ook van rechtstreekse invloed op het aantal draadslachtoffers. De vogels komen om bij de hoogste draden van een hoogspanningsleiding. Door de draden te markeren en zo hun zichtbaarheid te vergroten daalt de kans op het optreden van draadslachtoffers aanzienlijk. Het om de 20 meter bundelen van de stroomdraden met oranje afstandshouders en het aanbrengen van zilveren bollen om de 100 meter bleken in 1973 goed te werken.
- Ook het tijdstip van de dag en de vliegomstandigheden zijn van invloed. 's Nachts en tijdens mist, hagel, onweersbuien, harde regenbuien en storm komen meer vogels bij hoogspanningsleidingen om.
- Daarnaast zijn lokale omstandigheden van belang. Bij hoogspanningsleidingen die zijn geplaatst tussen een foerageer- en een rustgebied vallen meer draadslachtoffers, met name in de schemering en in het eerste deel van de nacht. Vooral in gebieden met een hoge vogeldichtheid speelt dit een rol.
- Verder is het type vogel relevant. Onder trekvogels vallen verhoudingsgewijs weinig draadslachtoffers, aangezien deze vogels meestal slechts tweemaal per jaar een bepaalde hoogspanningsleiding passeren en dan vrijwel altijd op veel grotere hoogte dan die van de draden. De sterfte is echter groter onder vogels die langere tijd in een gebied met een hoogspanningsleiding verblijven. Bij zulke soorten vallen vooral slachtoffers tijdens de dagelijkse slaap- en voedseltrek, ook omdat die vaak in de schemering plaatsvindt. Anderzijds zijn er aanwijzingen dat vogels die in zo'n gebied broeden of er regelmatig voedsel zoeken de draden gemakkelijker passeren dan vogels die met het terrein onbekend zijn, wat zou kunnen worden verklaard door een leereffect. Jongere vogels worden vaker draadslachtoffer dan oudere.

## Aantallen draadslachtoffers
Er zijn weinig recente cijfers over de aantallen vogels die jaarlijks omkomen door een botsing met een hoogspanningsleiding. In 1966 werd geschat dat het in Nederland om 500.000 tot 1.000.000 vogels per jaar zou gaan. Twee onderzoeken uit 1973 kwamen op 450.000 tot 1.500.000 respectievelijk 1.000.000 vogels per jaar.

## Melden van draadslachtoffers
De vondst van een draadslachtoffer (en van vogels en zoogdieren die op andere wijze om het leven zijn gekomen) kan in Nederland worden doorgegeven op de website van de SOVON. De verkregen gegevens worden gebruikt om een beeld te krijgen van de doodsoorzaken van wilde dieren en van verschuivingen daarin, zowel naar plaats als in tijd. Zo kan plotseling optredende sterfte bij bepaalde soorten of in een bepaald gebied snel worden onderkend.